# Kampung Baru (Timang Gajah)
Kampung Baru is een bestuurslaag in het regentschap Bener Meriah van de provincie Atjeh, Indonesië. Kampung Baru telt 630 inwoners (volkstelling 2010).